# Guy-Philippe Wells
Guy-Philippe Wells, né en 1969 à Chicoutimi, est un économiste et auteur-compositeur-interprète québécois.

## Biographie
Il grandit à Chicoutimi, apprend à jouer de la guitare à l'adolescence et commence alors à composer des chansons. Il déménage à Montréal en 1988 pour ses études. Après l’obtention d’un baccalauréat en sciences économiques de l’université de Montréal, il devient recherchiste pour le Bloc québécois, à Ottawa, de 1993 à 1995, puis conseiller du premier ministre Lucien Bouchard, à Québec, de 1996 à 1998.
Quittant le monde politique en 1998, il se consacre à la musique et enregistre quelques chansons qu’il a composées au cours des années. Ceci lui permettra de présenter Patience en septembre 1998, une première maquette composée de dix chansons originales. Dès 1999, il met sur pied le Studio penché où il produit plusieurs musiques de publicité, enregistre des voix hors champ ainsi que les maquettes de différents artistes, tout en lançant lui-même une deuxième maquette, Longueur de temps.
Boursier du Conseil des arts et des lettres du Québec en 2000, 2002 et 2003, il travaille alors avec plusieurs musiciens à la conception de son premier album.
En mars 2003, le Festival de Petite-Vallée le sélectionne parmi les six auteurs-compositeurs-interprètes finalistes de son édition 2003. Il remporte le prix studio Kasbah pour il ne sait quelle raison. C’est à Petite-Vallée qu’il rencontre Edgar Bori qui lui propose de lancer un premier album sous l’étiquette des Productions de l’onde.
Le lancement de Futur antérieur, premier album de Guy-Philippe Wells, a eu lieu le 30 août 2005. L’album est nommé pour le grand prix de la relève musicale Archambault 2006 et Guy-Philippe est Sacré talent par la Société Radio-Canada la même année. De 2006 à 2008, il parcourt le Québec, le Nouveau-Brunswick et la France et donne son spectacle à plus de cinquante reprises. Il donne également une dizaine de spectacles dans le cadre de la tournée Tous les garçons organisée par la maison de disques La tribu.
La politique fait un retour dans sa vie alors qu'il est invité par la faculté de science politique et de droit de l'Université du Québec à Montréal à donner un cours auprès des étudiants au baccalauréat  en 2008.

## Discographie
- Futur antérieur, 2005
- Brise-glace, 2009